# The Mechanic (2011)
The Mechanic is een Amerikaanse actie-thriller film uit 2011, geregisseerd door Simon West. Het is een remake van de film uit 1972 met dezelfde naam met Charles Bronson.

## Verhaal
Moordenaar Arthur Bishop voert koelbloedig en met precisie zijn opdrachten uit. Als zijn leermeester en vriend Harry wordt vermoord, besluit hij zijn leven te veranderen.

## Rolverdeling
- Jason Statham - Arthur Bishop
- Ben Foster - Steve McKenna
- Tony Goldwyn - Dean Sanderson
- Donald Sutherland - Harry McKenna
- Jeff Chase - Burke
- John McConnell - Andrew Vaughn
- Mini Andén - Sarah
- Stuart Greer - Ralph